# Dreikampf-Weltmeisterschaft für Nationalmannschaften 1993

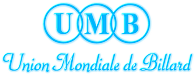
Logo UMB (ausrichtender Verband)

Die Dreikampf-Weltmeisterschaft für Nationalmannschaften 1993 war das fünfte Mannschaftsturnier im Dreikampf. Das Turnier fand vom 17. bis zum 20. Juni 1993 in Essen statt.

## Geschichte
Deutschland gewann die Dreikampf-Weltmeisterschaft für Nationalmannschaften (World-Team-Championship (WTC)) 1993 zum zweiten Mal nach 1991. Im Finale besiegten die Deutschen Titelverteidiger Österreich mit 4:2. Platz drei belegten wie im Vorjahr die Niederlande durch einen 4:2-Sieg im „kleinen Finale“ gegen Belgien.
Nach dem Turnier wurde Frédéric Caudron ein Fair-Play-Preis überreicht. Dem Österreicher Stephan Horvath wurde in der ersten Aufnahme bei 107 erzielten Punkten durch den Schiedsrichter ein korrekt erzielter Punkt nicht gezählt. Obwohl Caudron und Hovath den Schiedsrichter auf seine Fehlentscheidung aufmerksam machten blieb dieser bei seiner Entscheidung. Caudron ging an den Billardtisch und touchierte seinen Spielball leicht ohne die Position zu verändern. Danach beendete Horvath das Match mit einer 97er-Serie. Caudron erzielte im Nachstoß 197 Punkte und verlor damit das Match und seine Mannschaft den Einzug ins Finale.

## Gemeldete Mannschaften
| Disziplin  | Ägypten      | Belgien          | Dänemark          |
| ---------- | ------------ | ---------------- | ----------------- |
| Einband    | Mohsen Fouda | Peter de Backer  | Dion Nelin        |
| Cadre 71/2 | Zein Abdou   | Frédéric Caudron | Michael Mikkelsen |
| Dreiband   | Hisham Saad  | Paul Stroobants  | Brian Knudsen     |

| Disziplin  | Deutschland A     | Deutschland B    | Frankreich        |
| ---------- | ----------------- | ---------------- | ----------------- |
| Einband    | Fabian Blondeel   | Stefan Galla     | Alain Remond      |
| Cadre 71/2 | Martin Horn       | Wolfgang Zenkner | Marc Massé        |
| Dreiband   | Christian Rudolph | Maximo Aguirre   | Francis Connesson |

| Disziplin  | Italien      | Japan           | Niederlande   |
| ---------- | ------------ | --------------- | ------------- |
| Einband    | Antonio Oddo | Tadashi Machida | Jos Bongers   |
| Cadre 71/2 | Luigi Natale | Kouichi Urabe   | Piet Adrichem |
| Dreiband   | ? Picciano   | Joshi Kai       | Jan Arnouts   |

| Disziplin  | Österreich      | Schweiz           | Spanien            |
| ---------- | --------------- | ----------------- | ------------------ |
| Einband    | Michael Hikl    | Xavier Gretillat  | Francisco Fortiana |
| Cadre 71/2 | Stephan Horvath | Sotiris Psiskonis | Carlos Tuset       |
| Dreiband   | Andreas Horvath | Andreas Efler     | Avelino Rico       |

## Turniermodus
Es wurde mit drei Mannschaften pro Gruppe im Round-Robin-System gespielt. Die Gruppensieger zogen ins Halbfinale ein.
Die Spieldistanzen:
Einband: 100 Punkte.
Cadre 71/2: 200 Punkte
Dreiband: Gruppenspiele: 2 GS bis 15 Punkte. Ab Halbfinale: 3 GS bis 15 Punkte.
Bei einem Unentschieden (Einband, Cadre 71/2) wurde eine Verlängerung bis 10 % der Partiedistanz gespielt.
Die Wertung für die Endtabelle:
1. MP = Matchpunkte
2. PP = Partiepunkte
3. VMGD = Verhältnismäßiger Mannschafts Generaldurchschnitt

## Spiele

### Gruppe A
| Disziplin            | Name                 | MP  | PP       | Pkt. | Aufn. | GD    | BED   | HS |
| -------------------- | -------------------- | --- | -------- | ---- | ----- | ----- | ----- | -- |
| (101,18) vs. (54,32) | (101,18) vs. (54,32) | 2:0 | 4:2      |      |       |       |       |    |
| Einband              | Antonio Oddo         | –   | 2:0      | 100  | 22    | 4,54  | 4,54  | 40 |
| Einband              | Xavier Gretillat     | –   | 0:2      | 52   | 22    | 2,36  | –     | 14 |
| Cadre 71/2           | Luigi Natale         | –   | 2:0      | 200  | 8     | 25,00 | 25,00 | 69 |
| Cadre 71/2           | Sotiris Psiskonis    | –   | 0:2      | 64   | 8     | 8,00  | –     | 32 |
| Dreiband             | ? Picciano           | –   | 0:2(1:2) | 21   | 29    | 0,724 | –     | 4  |
| Dreiband             | Andreas Efler        | –   | 2:0(2:1) | 42   | 29    | 1,448 | 1,448 | 6  |

| Disziplin            | Name                 | MP  | PP       | Pkt.    | Aufn. | GD    | BED   | HS  |
| -------------------- | -------------------- | --- | -------- | ------- | ----- | ----- | ----- | --- |
| (124,03) vs. (62,37) | (124,03) vs. (62,37) | 2:0 | 4:2      |         |       |       |       |     |
| Einband              | Michael Hikl         | –   | 2:0      | 100(10) | 19    | 5,26  | 5,26  | 39  |
| Einband              | Xavier Gretillat     | –   | 0:2      | 100(4)  | 19    | 5,26  | 5,26  | 29  |
| Cadre 71/2           | Stephan Horvath      | –   | 2:0      | 200     | 3     | 66,66 | 66,66 | 199 |
| Cadre 71/2           | Sotiris Psiskonis    | –   | 0:2      | 13      | 3     | 4,33  | –     | 8   |
| Dreiband             | Andreas Horvath      | –   | 0:2(0:2) | 27      | 29    | 0,931 | –     | 4   |
| Dreiband             | Andreas Efler        | –   | 2:0(2:0) | 30      | 30    | 1,000 | 1,000 | 6   |

| Disziplin            | Name                 | MP  | PP       | Pkt. | Aufn. | GD    | BED   | HS  |
| -------------------- | -------------------- | --- | -------- | ---- | ----- | ----- | ----- | --- |
| (117,64) vs. (46,56) | (117,64) vs. (46,56) | 2:0 | 4:2      |      |       |       |       |     |
| Einband              | Michael Hikl         | –   | 0:2      | 71   | 16    | 4,43  | –     | 33  |
| Einband              | Antonio Oddo         | –   | 2:0      | 100  | 16    | 6,25  | 6,25  | 15  |
| Cadre 71/2           | Stephan Horvath      | –   | 2:0      | 200  | 3     | 66,66 | 66,66 | 105 |
| Cadre 71/2           | Luigi Natale         | –   | 0:2      | 45   | 3     | 15,00 | –     | 40  |
| Dreiband             | Andreas Horvath      | –   | 2:0(2:1) | 40   | 44    | 0,909 | 0,909 | 6   |
| Dreiband             | ? Picciano           | –   | 0:2(1:2) | 26   | 43    | 0,604 | –     | 4   |

| Platz | Land       | MP  | PP  | VMGD   | BVMGD |
| ----- | ---------- | --- | --- | ------ | ----- |
| 1     | Österreich | 4:0 | 8:4 | 120,67 | –     |
| 2     | Italien    | 2:2 | 6:6 | 51,52  | –     |
| 3     | Schweiz    | 0:4 | 4:8 | 82,99  | –     |

### Gruppe B
| Disziplin              | Name                   | MP  | PP       | Pkt. | Aufn. | GD    | BED   | HS  |
| ---------------------- | ---------------------- | --- | -------- | ---- | ----- | ----- | ----- | --- |
| (119,67) vs. B (55,38) | (119,67) vs. B (55,38) | 2:0 | 4:2      |      |       |       |       |     |
| Einband                | Tadashi Machida        | –   | 2:0      | 100  | 7     | 14,28 | 14,28 | 82  |
| Einband                | Stefan Galla           | –   | 0:2      | 37   | 7     | 5,28  | –     | 24  |
| Cadre 71/2             | Kouichi Urabe          | –   | 0:2      | 46   | 8     | 5,75  | –     | 18  |
| Cadre 71/2             | Wolfgang Zenkner       | –   | 2:0      | 200  | 8     | 25,00 | 25,00 | 158 |
| Dreiband               | Joshi Kai              | –   | 2:0(2:0) | 30   | 39    | 0,769 | 0,769 | 4   |
| Dreiband               | Maximo Aguirre         | –   | 0:2(0:2) | 26   | 38    | 0,684 | –     | 6   |

| Disziplin             | Name                  | MP  | PP       | Pkt.    | Aufn. | GD    | BED   | HS  |
| --------------------- | --------------------- | --- | -------- | ------- | ----- | ----- | ----- | --- |
| (97,79) B vs. (92,42) | (97,79) B vs. (92,42) | 2:0 | 4:2      |         |       |       |       |     |
| Einband               | Stefan Galla          | –   | 2:0      | 100(10) | 11    | 9,09  | 9,09  | 35  |
| Einband               | Peter de Backer       | –   | 0:2      | 100(2)  | 11    | 9,09  | 9,09  | 33  |
| Cadre 71/2            | Wolfgang Zenkner      | –   | 2:0      | 200     | 5     | 40,00 | 40,00 | 138 |
| Cadre 71/2            | Frédéric Caudron      | –   | 0:2      | 70      | 5     | 14,00 | –     | 58  |
| Dreiband              | Maximo Aguirre        | –   | 0:2(0:2) | 21      | 31    | 0,677 | –     | 5   |
| Dreiband              | Paul Stroobants       | –   | 2:0(2:0) | 30      | 32    | 0,937 | 0,937 | 5   |

| Disziplin            | Name                 | MP  | PP       | Pkt. | Aufn. | GD    | BED   | HS  |
| -------------------- | -------------------- | --- | -------- | ---- | ----- | ----- | ----- | --- |
| (225,05) vs. (98,94) | (225,05) vs. (98,94) | 2:0 | 6:0      |      |       |       |       |     |
| Einband              | Peter de Backer      | –   | 2:0      | 100  | 8     | 12,50 | 12,50 | 28  |
| Einband              | Tadashi Machida      | –   | 0:2      | 68   | 8     | 8,50  | –     | 24  |
| Cadre 71/2           | Frédéric Caudron     | –   | 2:0      | 200  | 3     | 66,66 | 66,66 | 111 |
| Cadre 71/2           | Kouichi Urabe        | –   | 0:2      | 100  | 3     | 33,33 | –     | 67  |
| Dreiband             | Paul Stroobants      | –   | 2:0(2:1) | 44   | 35    | 1,257 | 1,257 | 5   |
| Dreiband             | Joshi Kai            | –   | 0:2(1:2) | 29   | 34    | 0,852 | –     | 4   |

| Platz | Land          | MP  | PP  | VMGD   | BVMGD  |
| ----- | ------------- | --- | --- | ------ | ------ |
| 1     | Belgien       | 2:2 | 8:4 | 148,48 | 225,05 |
| 2     | Deutschland B | 2:2 | 6:6 | 75,53  | –      |
| 3     | Japan         | 2:2 | 4:8 | 100,86 | –      |

### Gruppe C
| Disziplin           | Name                | MP  | PP       | Pkt. | Aufn. | GD    | BED   | HS  |
| ------------------- | ------------------- | --- | -------- | ---- | ----- | ----- | ----- | --- |
| (69,51) vs. (25,05) | (69,51) vs. (25,05) | 2:0 | 6:0      |      |       |       |       |     |
| Einband             | Alain Remond        | –   | 2:0      | 100  | 14    | 7,14  | 7,14  | 29  |
| Einband             | Mohsen Fouda        | –   | 0:2      | 31   | 14    | 2,21  | –     | 10  |
| Cadre 71/2          | Marc Massé          | –   | 2:0      | 200  | 9     | 22,22 | 22,22 | 131 |
| Cadre 71/2          | Zein Abdou          | –   | 0:2      | 51   | 9     | 5,66  | –     | 18  |
| Dreiband            | Francis Connesson   | –   | 2:0(2:1) | 42   | 44    | 0,954 | 0,954 | 6   |
| Dreiband            | Hisham Saad         | –   | 0:2(1:2) | 34   | 43    | 0,790 | –     | 6   |

| Disziplin            | Name                 | MP  | PP       | Pkt. | Aufn. | GD     | BED    | HS  |
| -------------------- | -------------------- | --- | -------- | ---- | ----- | ------ | ------ | --- |
| (276,10) vs. (22,84) | (276,10) vs. (22,84) | 2:0 | 6:0      |      |       |        |        |     |
| Einband              | Jos Bongers          | –   | 2:0      | 100  | 24    | 4,16   | 4,16   | 50  |
| Einband              | Mohsen Fouda         | –   | 0:2      | 97   | 24    | 4,04   | –      | 19  |
| Cadre 71/2           | Piet Adrichem        | –   | 2:0      | 200  | 1     | 200,00 | 200,00 | 200 |
| Cadre 71/2           | Zein Abdou           | –   | 0:2      | 0    | 1     | 0,00   | –      | 0   |
| Dreiband             | Jan Arnouts          | –   | 2:0(2:0) | 30   | 32    | 0,937  | 0,937  | 6   |
| Dreiband             | Hisham Saad          | –   | 0:2(0:2) | 19   | 31    | 0,612  | –      | 3   |

| Disziplin             | Name                  | MP  | PP       | Pkt. | Aufn. | GD    | BED   | HS  |
| --------------------- | --------------------- | --- | -------- | ---- | ----- | ----- | ----- | --- |
| (182,39) vs. (160,32) | (182,39) vs. (160,32) | 2:0 | 4:2      |      |       |       |       |     |
| Einband               | Jos Bongers           | –   | 2:0      | 100  | 9     | 11,11 | 11,11 | 34  |
| Einband               | Alain Remond          | –   | 0:2      | 78   | 9     | 8,66  | –     | 18  |
| Cadre 71/2            | Piet Adrichem         | –   | 0:2      | 84   | 3     | 28,00 | –     | 47  |
| Cadre 71/2            | Marc Massé            | –   | 2:0      | 200  | 3     | 66,66 | 66,66 | 177 |
| Dreiband              | Jan Arnouts           | –   | 2:0(2:0) | 30   | 22    | 1,363 | 1,363 | 4   |
| Dreiband              | Francis Connesson     | –   | 0:2(0:2) | 22   | 21    | 1,047 | –     | 4   |

| Platz | Land        | MP  | PP   | VMGD   | BVMGD  |
| ----- | ----------- | --- | ---- | ------ | ------ |
| 1     | Niederlande | 4:0 | 10:2 | 154,52 | 276,10 |
| 2     | Frankreich  | 2:2 | 8:4  | 105,61 | 86,28  |
| 3     | Ägypten     | 0:4 | 0:12 | 26,46  | –      |

### Gruppe D
| Disziplin           | Name                | MP  | PP       | Pkt. | Aufn. | GD    | BED   | HS |
| ------------------- | ------------------- | --- | -------- | ---- | ----- | ----- | ----- | -- |
| (54,13) vs. (42,72) | (54,13) vs. (42,72) | 2:0 | 4:2      |      |       |       |       |    |
| Einband             | Francisco Fortiana  | –   | 2:0      | 100  | 16    | 6,25  | 6,25  | 18 |
| Einband             | Dion Nelin          | –   | 0:2      | 64   | 16    | 4,00  | –     | 22 |
| Cadre 71/2          | Carlos Tuset        | –   | 2:0      | 200  | 12    | 16,66 | 16,66 | 62 |
| Cadre 71/2          | Michael Mikkelsen   | –   | 0:2      | 39   | 12    | 3,25  | –     | 13 |
| Dreiband            | Avelino Rico        | –   | 0:2(1:2) | 31   | 42    | 0,738 | –     | 5  |
| Dreiband            | Brian Knudsen       | –   | 2:0(2:1) | 37   | 42    | 0,880 | 0,880 | 4  |

| Disziplin              | Name                   | MP  | PP       | Pkt. | Aufn. | GD     | BED    | HS  |
| ---------------------- | ---------------------- | --- | -------- | ---- | ----- | ------ | ------ | --- |
| (247,73) A vs. (39,95) | (247,73) A vs. (39,95) | 2:0 | 6:0      |      |       |        |        |     |
| Einband                | Fabian Blondeel        | –   | 2:0      | 100  | 15    | 6,66   | 6,66   | 35  |
| Einband                | Dion Nelin             | –   | 0:2      | 40   | 15    | 2,66   | –      | 12  |
| Cadre 71/2             | Martin Horn            | –   | 2:0      | 200  | 2     | 100,00 | 100,00 | 200 |
| Cadre 71/2             | Michael Mikkelsen      | –   | 0:2      | 1    | 2     | 0,50   | –      | 1   |
| Dreiband               | Christian Rudolph      | –   | 2:0(2:0) | 30   | 20    | 1,500  | 1,500  | 4   |
| Dreiband               | Brian Knudsen          | –   | 0:2(0:2) | 18   | 19    | 0,947  | –      | 5   |

| Disziplin              | Name                   | MP  | PP       | Pkt. | Aufn. | GD    | BED   | HS  |
| ---------------------- | ---------------------- | --- | -------- | ---- | ----- | ----- | ----- | --- |
| (293,69) A vs. (43,64) | (293,69) A vs. (43,64) | 2:0 | 6:0      |      |       |       |       |     |
| Einband                | Fabian Blondeel        | –   | 2:0      | 100  | 8     | 12,50 | 12,50 | 51  |
| Einband                | Francisco Fortiana     | –   | 0:2      | 10   | 8     | 1,25  | –     | 6   |
| Cadre 71/2             | Martin Horn            | –   | 2:0      | 200  | 3     | 66,66 | 66,66 | 115 |
| Cadre 71/2             | Carlos Tuset           | –   | 0:2      | 16   | 3     | 5,33  | –     | 14  |
| Dreiband               | Christian Rudolph      | –   | 2:0(2:0) | 30   | 17    | 1,764 | 1,764 | 7   |
| Dreiband               | Avelino Rico           | –   | 0:2(0:2) | 16   | 16    | 1,000 | –     | 4   |

| Platz | Land          | MP  | PP   | VMGD   | BVMGD  |
| ----- | ------------- | --- | ---- | ------ | ------ |
| 1     | Deutschland A | 4:0 | 10:2 | 253,33 | 293,69 |
| 2     | Spanien       | 2:2 | 4:8  | 48,91  | –      |
| 3     | Dänemark      | 0:4 | 2:10 | 47,72  | –      |

### Halbfinale
| Disziplin               | Name                    | MP  | PP       | Pkt. | Aufn. | GD    | BED   | HS  | VGD    |
| ----------------------- | ----------------------- | --- | -------- | ---- | ----- | ----- | ----- | --- | ------ |
| (213,49) A vs. (115,58) | (213,49) A vs. (115,58) | 2:0 | 4:2      |      |       |       |       |     |        |
| Einband                 | Fabian Blondeel         | –   | 0:2      | 97   | 10    | 9,70  | –     | 21  | 170,00 |
| Einband                 | Jos Bongers             | –   | 2:0      | 100  | 10    | 10,00 | 10,00 | 33  | 179,23 |
| Cadre 71/2              | Martin Horn             | –   | 2:0      | 200  | 6     | 33,33 | 33,33 | 121 | 98,08  |
| Cadre 71/2              | Piet Adrichem           | –   | 0:2      | 139  | 6     | 23,16 | –     | 131 | 67,20  |
| Dreiband                | Christian Rudolph       | –   | 2:0(3:0) | 45   | 27    | 1,666 | 1,666 | 7   | 372,40 |
| Dreiband                | Jan Arnouts             | –   | 0:2(0:3) | 25   | 26    | 0,961 | –     | 4   | 100,33 |

| Disziplin             | Name                  | MP  | PP       | Pkt.    | Aufn. | GD     | BED    | HS  | VGD    |
| --------------------- | --------------------- | --- | -------- | ------- | ----- | ------ | ------ | --- | ------ |
| (157,04) vs. (174,15) | (157,04) vs. (174,15) | 2:0 | 4:2      |         |       |        |        |     |        |
| Einband               | Michael Hikl          | –   | 2:0      | 100(10) | 19    | 5,26   | 5,26   | 25  | 65,14  |
| Einband               | Peter de Backer       | –   | 0:2      | 100(2)  | 19    | 5,26   | 5,26   | 41  | 65,14  |
| Cadre 71/2            | Stephan Horvath       | –   | 2:0      | 200     | 2     | 100,00 | 100,00 | 107 | 350,08 |
| Cadre 71/2            | Frédéric Caudron      | –   | 0:2      | 197     | 2     | 98,50  | –      | 197 | 344,00 |
| Dreiband              | Andreas Horvath       | –   | 0:2(0:3) | 36      | 44    | 0,818  | –      | 7   | 56,00  |
| Dreiband              | Paul Stroobants       | –   | 2:0(3:0) | 45      | 45    | 1,000  | 1,000  | 4   | 113,33 |

### Finalspiele
| Disziplin             | Name                  | MP  | PP       | Pkt. | Aufn. | GD    | BED   | HS  | VGD    |
| --------------------- | --------------------- | --- | -------- | ---- | ----- | ----- | ----- | --- | ------ |
| (251,39) vs. (123,52) | (251,39) vs. (123,52) | 2:0 | 4:2      |      |       |       |       |     |        |
| Einband               | Jos Bongers           | –   | 2:0      | 100  | 8     | 12,50 | 12,50 | 42  | 252,85 |
| Einband               | Peter de Backer       | –   | 0:2      | 94   | 8     | 11,75 | –     | 34  | 231,42 |
| Cadre 71/2            | Piet Adrichem         | –   | 0:2      | 83   | 5     | 16,60 | –     | 42  | 45,33  |
| Cadre 71/2            | Frédéric Caudron      | –   | 0:2      | 200  | 5     | 40,00 | 40,00 | 101 | 117,14 |
| Dreiband              | Jan Arnouts           | –   | 2:0(2:0) | 30   | 16    | 1,875 | 1,875 | 6   | 456,00 |
| Dreiband              | Paul Stroobants       | –   | 0:2(0:2) | 9    | 15    | 0,600 | –     | 2   | 22,00  |

| Disziplin              | Name                   | MP  | PP       | Pkt. | Aufn. | GD    | BED   | HS | VGD    |
| ---------------------- | ---------------------- | --- | -------- | ---- | ----- | ----- | ----- | -- | ------ |
| (111,08) A vs. (85,44) | (111,08) A vs. (85,44) | 2:0 | 4:2      |      |       |       |       |    |        |
| Einband                | Fabian Blondeel        | –   | 2:0      | 100  | 15    | 6,66  | 6,66  | 24 | 87,20  |
| Einband                | Michael Hikl           | –   | 0:2      | 66   | 15    | 4,40  | –     | 16 | 52,85  |
| Cadre 71/2             | Martin Horn            | –   | 0:2      | 136  | 7     | 19,42 | –     | 59 | 54,73  |
| Cadre 71/2             | Stephan Horvath        | –   | 2:0      | 200  | 7     | 28,57 | 28,57 | 89 | 84,48  |
| Dreiband               | Christian Rudolph      | –   | 2:0(3:2) | 68   | 56    | 1,214 | 1,214 | 6  | 191,33 |
| Dreiband               | Andreas Horvath        | –   | 0:2(2:3) | 57   | 56    | 1,017 | –     | 5  | 119,00 |

## Abschlusstabelle
| Platz | Land          | Spiele | G-U-V | MP  | PP    | VMGD   | BVMGD  |
| ----- | ------------- | ------ | ----- | --- | ----- | ------ | ------ |
| 1     | Deutschland A | 4      | 4-0-0 | 8:0 | 20:4  | 175,43 | 293,69 |
| 2     | Österreich    | 4      | 3-0-1 | 6:2 | 14:10 | 103,67 | –      |
| 3     | Niederlande   | 4      | 3-0-1 | 6:2 | 16:8  | 132,50 | 276,10 |
| 4     | Belgien       | 4      | 2-0-2 | 4:4 | 12:12 | 125,43 | 225,05 |
| 5     | Frankreich    | 2      | 1-0-1 | 2:2 | 8:4   | 105,61 | 86,28  |
| 6     | Deutschland B | 2      | 1-0-1 | 2:2 | 6:6   | 75,53  | –      |
| 7     | Italien       | 2      | 1-0-1 | 2:2 | 6:6   | 51,52  | –      |
| 8     | Spanien       | 2      | 1-0-1 | 2:2 | 4:8   | 48,91  | –      |
| 9     | Japan         | 2      | 1-0-1 | 2:2 | 4:8   | 100,86 | –      |
| 10    | Schweiz       | 2      | 0-0-2 | 0:4 | 4:8   | 82,99  | –      |
| 11    | Dänemark      | 2      | 0-0-2 | 0:4 | 2:10  | 47,72  | –      |
| 12    | Ägypten       | 2      | 0-0-2 | 0:4 | 0:12  | 26,46  | –      |

## Einzel-Ranglisten
| Platz | Name               | MP  | Pkte. | Aufn. | GD    | BED   | HS |
| ----- | ------------------ | --- | ----- | ----- | ----- | ----- | -- |
| 1     | Jos Bongers        | 8:0 | 400   | 51    | 7,84  | 12,50 | 50 |
| 2     | Fabian Blondeel    | 6:2 | 397   | 48    | 8,27  | 12,50 | 51 |
| 3     | Antonio Oddo       | 4:0 | 200   | 38    | 5,26  | 6,25  | 40 |
| 4     | Michael Hikl       | 4:4 | 337   | 69    | 4,88  | 5,26  | 39 |
| 5     | Tadashi Machida    | 2:2 | 168   | 15    | 11,20 | 14,28 | 82 |
| 6     | Peter de Backer    | 2:6 | 394   | 46    | 8,56  | 12,50 | 41 |
| 7     | Alain Remond       | 2:2 | 178   | 23    | 7,73  | 7,14  | 29 |
| 8     | Stefan Galla       | 2:2 | 137   | 18    | 7,61  | 9,09  | 35 |
| 9     | Francisco Fortiana | 2:2 | 110   | 24    | 4,58  | 6,25  | 18 |
| 10    | Xavier Gretillat   | 0:4 | 152   | 41    | 3,70  | 5,26  | 29 |
| 11    | Mohsen Fouda       | 0:4 | 128   | 38    | 3,36  | –     | 19 |
| 12    | Dion Nelin         | 0:4 | 104   | 31    | 3,35  | –     | 22 |

| Platz | Name              | MP  | Pkte. | Aufn. | GD    | BED    | HS  |
| ----- | ----------------- | --- | ----- | ----- | ----- | ------ | --- |
| 1     | Stephan Horvath   | 8:0 | 800   | 15    | 53,33 | 100,00 | 199 |
| 2     | Martin Horn       | 6:2 | 736   | 18    | 40,88 | 100,00 | 200 |
| 3     | Frédéric Caudron  | 4:4 | 667   | 15    | 44,46 | 66,66  | 197 |
| 4     | Marc Massé        | 4:0 | 400   | 12    | 33,33 | 66,66  | 177 |
| 5     | Wolfgang Zenkner  | 4:0 | 400   | 13    | 30,76 | 40,00  | 158 |
| 6     | Piet Adrichem     | 2:6 | 506   | 15    | 33,73 | 200,00 | 200 |
| 7     | Luigi Natale      | 2:2 | 245   | 11    | 22,27 | 25,00  | 69  |
| 8     | Carlos Tuset      | 2:2 | 216   | 15    | 14,40 | 16,66  | 62  |
| 9     | Kouichi Urabe     | 0:4 | 146   | 11    | 33,27 | –      | 67  |
| 10    | Sotoris Psiskonis | 0:4 | 77    | 11    | 7,00  | –      | 32  |
| 11    | Zein Abdou        | 0:4 | 51    | 10    | 5,10  | –      | 18  |
| 12    | Michael Mikkelsen | 0:4 | 40    | 14    | 2,85  | –      | 13  |

| Platz | Name              | MP  | SP   | Pkte. | Aufn. | GD    | BED   | HS |
| ----- | ----------------- | --- | ---- | ----- | ----- | ----- | ----- | -- |
| 1     | Christian Rudolph | 8:0 | 10:2 | 173   | 120   | 1,441 | 1,764 | 7  |
| 2     | Paul Stroobants   | 6:2 | 7:3  | 128   | 127   | 1,007 | 1,257 | 5  |
| 3     | Jan Arnouts       | 6:2 | 6:3  | 115   | 96    | 1,197 | 1,875 | 6  |
| 4     | Andreas Efler     | 4:0 | 4:1  | 72    | 59    | 1,220 | 1,448 | 6  |
| 5     | Joshi Kai         | 2:2 | 3:2  | 59    | 73    | 0,808 | 0,769 | 4  |
| 6     | Francis Connesson | 2:2 | 2:3  | 64    | 65    | 0,984 | 0,954 | 6  |
| 7     | Brian Knudsen     | 2:2 | 2:3  | 55    | 61    | 0,901 | 0,880 | 5  |
| 8     | Andreas Horvath   | 2:6 | 4:9  | 160   | 173   | 0,924 | 0,909 | 7  |
| 9     | Avelino Rico      | 0:4 | 1:4  | 47    | 58    | 0,810 | –     | 5  |
| 10    | Hisham Saad       | 0:4 | 1:4  | 53    | 74    | 0,716 | –     | 6  |
| 11    | Maximo Aguirre    | 0:4 | 0:4  | 47    | 69    | 0,681 | –     | 5  |
| 12    | ? Picciano        | 0:4 | 0:4  | 47    | 72    | 0,652 | –     | 4  |